# Primul plan cincinal al Uniunii Sovietice

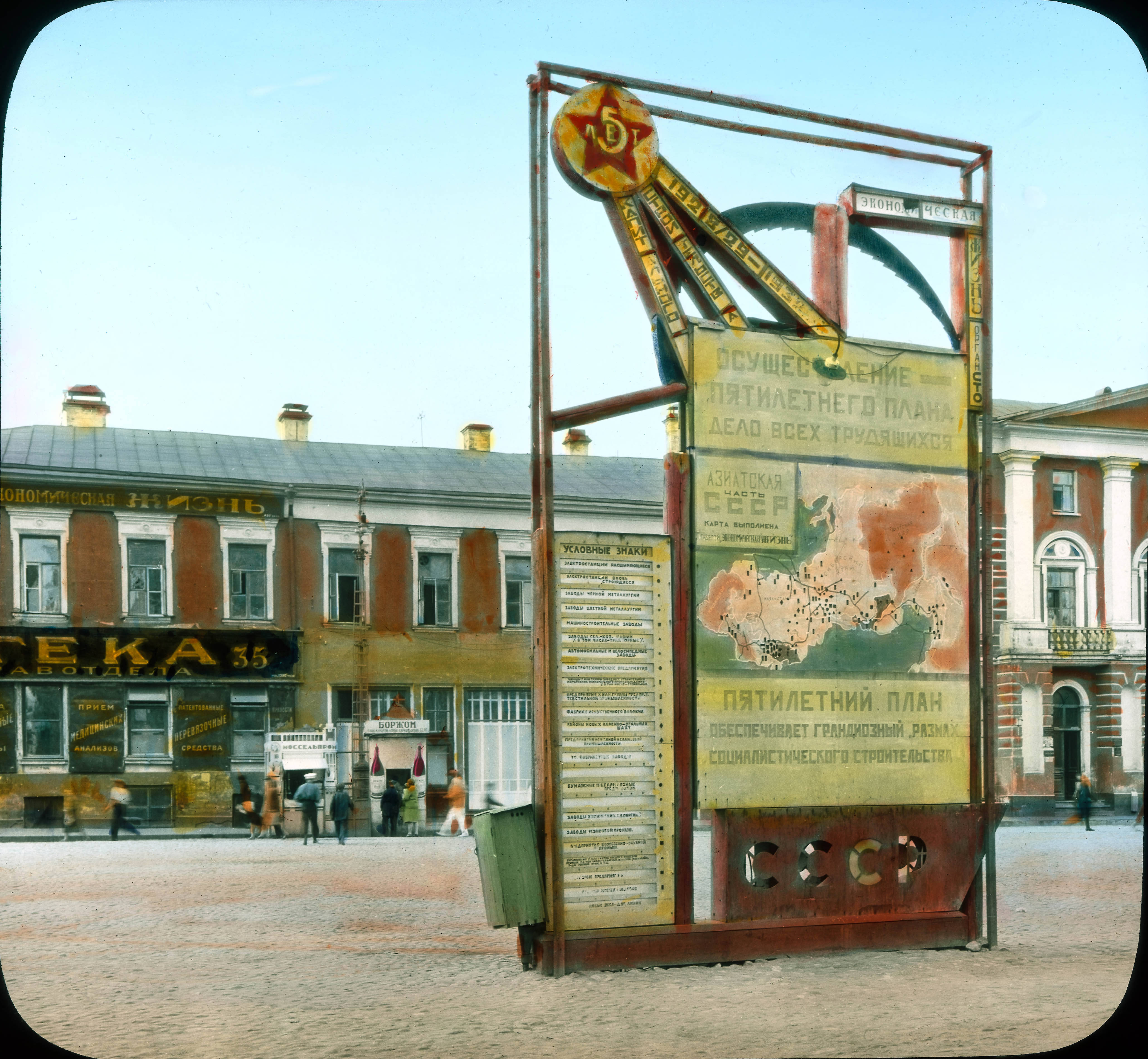
Stand propagandistic dedicat primului plan cincinal la Moscova. Fotografie color din 1931 realizată de Branson DeCou.

Primul plan cincinal (în rusă I пятилетний план, первая пятилетка) al Uniunii Republicilor Sovietice Socialiste (URSS) a fost o listă de obiective economice, elaborată de secretarul general Iosif Stalin și bazată pe teoria sa a instaurării socialismului într-o singură țară. El a fost implementat între 1928 și 1932.
În 1929 Stalin a hotărât să înceapă un program național de colectivizare care prevedea crearea sistemului de ferme colective de tip colhoz care se întindeau pe mii de hectare de teren și în care munceau sute de țărani. Crearea fermelor colective a distrus, în esență, clasa culacilor și a dus, de asemenea, la sacrificarea a milioane de animale domestice, pe care țăranii au preferat să le omoare decât să le predea colhozurilor. Aceste disfuncționalități au înrăutățit condițiile de viață ale țăranilor și au produs foamete în Ucraina, Rusia, Kazahstan, precum și în anumite zone din Caucazul de Nord. În ciuda pierderilor de vieți omenești, înființarea fermelor colective le-a permis țăranilor să folosească tractoarele pentru a lucra terenurile agricole, spre deosebire de perioada anterioară când majoritatea țăranilor erau prea săraci pentru a deține un tractor. Au fost înființate în URSS stații de mașini și tractoare, iar țăranilor li s-a permis să folosească tractoarele, ceea ce a determinat sporirea producției agricole pe cap de locuitor. Țăranii au primit dreptul de a vinde surplusul de produse agricole obținut. Cu toate acestea, planificatorii guvernului nu au reușit să ia notă de situațiile locale. În 1932, producția de cereale a fost cu 32% sub medie; în plus, achizițiile de produse alimentare au crescut cu 44%. Producția agricolă a fost atât de perturbată încât în mai multe raioane a izbucnit foametea.
Din cauza accentului pus pe industrializarea rapidă, au apărut modificări social-culturale majore. Pe măsură ce apărea o nouă structură socială derivată din colectivizarea agriculturii, au avut loc conflicte în cadrul unor populații nomade. În Turkmenistan, de exemplu, politica sovietică de colectivizare a orientat producția agricolă către plantele industriale și în special către bumbac. O astfel de schimbare a provocat neliniște în cadrul unei comunități conservatoare, iar între anii 1928 și 1932 țăranii și păstorii nomazi turkmeni au arătat clar prin metode precum rezistența pasivă că nu erau de acord cu o astfel de politică.

## Motivele elaborării primului plan cincinal
Înainte de adoptarea primului plan cincinal sovietic, Uniunea Sovietică se confrunta cu numeroase amenințări pe plan extern. Primul Război Mondial abia se încheiase, iar statul sovietic trecuse printr-un îndelungat război civil. Această frică de război a apărut atunci când națiunile occidentale precum Marea Britanie au început să-și întrerupă relațiile diplomatice cu Uniunea Sovietică. Aceste evenimente au creat în rândul sovieticilor teama că Occidentul se pregătea să atace iarăși Uniunea Sovietică; puterile străine ocupaseră în timpul Războiul Civil Rus mai multe porțiuni ale teritoriului rus. Teama de o invazie a puterilor occidentale i-a făcut pe sovietici să realizeze că aveau nevoie de o politică de industrializare rapidă pentru a spori potențialul militar sovietic și a putea concura cu foștii aliați occidentali. În același timp apăruse prin 1927 o nemulțumire în rândul țărănimii din Uniunea Sovietică. Această nemulțumire își avea originea în perioada de foamete de la începutul anilor 1920, fiind sporită de tratamentele rele aplicate țăranilor de noile autorități. În același timp, poliția secretă sau NKVD-ul a început să-i aresteze pe disidenții politici din Uniunea Sovietică. Toate aceste tensiuni riscau să distrugă tânăra Uniune Sovietică și l-au determinat pe Iosif Stalin să promoveze o politică de industrializare rapidă, astfel încât Uniunea Sovietică să poată face față acestor amenințări, dacă era necesar.

## Dezvoltarea rapidă a industriei grele
Aspectul central al primului plan cincinal sovietic a fost industrializarea rapidă a Uniunii Sovietice. Nevoia unei industrializări rapide s-a datorat fricii de un nou război. În cazul izbucnirii unui război între Uniunea Sovietică și țările din Occident, sovieticii urmau să lupte împotriva unora dintre cele mai industrializate națiuni ale lumii. Industrializarea rapidă urma să reducă pericolul că țara era neprotejată dacă urma să aibă loc un război între sovietici și statele occidentale. Pentru a satisface necesitățile unui război posibil, liderii sovietici au stabilit cote de producție nerealiste. Urmau să fie construite unități industriale care să producă materiale necesare industriei de război, în timp ce ce producția bunurilor necesare pentru populația civilă a fost restrânsă. În perioada 1928-1932 au apărut centre industriale gigantice în zone ce fuseseră anterior extrem de izolate precum Magnitogorsk, Nipru și Nijni Novgorod. Producția realizată de industria grea trebuia să crească în acest cincinal cu 350%. Pentru a realiza această creștere economică masivă, Uniunea Sovietică a trebuit să redirecționeze resursele esențiale ale țării pentru a satisface nevoile industriei grele. Investițiile care nu erau necesare industriei grele au fost tăiate din bugetul sovietic; ca urmare a acestei redistribuiri a fondurilor financiare, produsele de bază precum alimentele au devenit tot mai puține. Uniunea Sovietică a decis apoi că alimentele disponibile trebuiau redistribuite prioritar către muncitorii necesari pentru continuarea industrializării. Această industrializare rapidă adus la apariția unei noi clase muncitoare în Uniunea Sovietică. În această perioadă forța de muncă industrială a crescut de la 3,12 milioane de muncitori în 1928 la 6,01 milioane de muncitori la sfârșitul planului, în 1932.

## Colectivizarea agriculturii
Primul plan cincinal a prevăzut, de asemenea, o colectivizare rapidă a agriculturii din Uniunea Sovietică. Unul din motivele colectivizării agriculturii l-a reprezentat necesitatea creșterii numărului de muncitori ce urmau să lucreze în fabricile noi. Oficialii sovietici credeau, de asemenea, că colectivizarea va determina creșterea productivității agricole și că va contribui la dezvoltarea altor domenii. Această colectivizare agricolă  a fost însă un eșec total pentru sovietici. La sfârșitul anului 1929 sovieticii au impus formarea unei agriculturi colectivizate, iar clasa „culacilor” a trebuit să fie lichidată din cauza rezistenței membrilor lor în fața fixării unor prețuri arbitrare pentru produsele agricole. Ca urmare, autoritățile de partid au adoptat un comportament necontrolat și violent atunci când au început achiziția produselor alimentare din țară. În anii care au urmat colectivizării agriculturii, aprovizionarea sovietică cu alimente a fost perturbată. La rândul său, această perturbare a dus în cele din urmă la apariția foametei ce a durat mai mulți ani după primul plan cincinal, iar mai mult de treizeci de milioane de oameni au murit de foame în 1933.

## Munca forțată
Pentru a îndeplini obiectivele primului plan cincinal Uniunea Sovietică a început utilizarea muncii deținuților. Inițial, liderii sovietici au încercat să reducă numărul de deținuți din Uniunea Sovietică, astfel încât aceste resurse umane să fie folosite pentru atingerea obiectivelor planului cincinal. Ei și-au dat seama cât de curând de necesitatea și beneficiul folosirii deținuților pentru finalizarea planului cincinal. În acest timp, liderii sovietici au încercat să orchestreze o creștere a numărului deținuților. Modificarea legislației a făcut ca mulți deținuți periculoși să fie eliberați din închisoare și trimiși în lagăre de muncă. Populația Uniunii Uniunea Sovietică a început să fie condamnată la pedepse de muncă silnică, chiar și atunci când era vorba de infracțiuni mici. Mulți dintre deținuții folosiți în lagărele de muncă erau țărani care se opuseseră colectivizării. Aceasta a fost o încercare a Uniunii Sovietice de a dispune de o forță de muncă gratuită pentru realizarea unei industrializări rapide; cu toate acestea, ea a condus la încarcerarea mai multor oameni nevinovați în Uniunea Sovietică. În cele din urmă națiunile occidentale, precum Statele Unite ale Americii, au început să boicoteze mărfurile produse prin această formă de muncă.

## Succesul primului plan cincinal
Succesul primului plan cincinal a făcut ca Uniunea Sovietică să devină treptat o superputere mondială prin industrializarea sa rapidă. Jurnalistul anglo-american Walter Duranty a primit în 1932 Premiul Pulitzer pentru corespondență pentru reportajele dedicate primului plan cincinal, iar marile succese ale planului sovietic descrise de el l-au determinat pe președintele Franklin Roosevelt să recunoască oficial Uniunea Sovietică în 1933. Primul plan cincinal a contribuit la pregătirea Uniunii Sovietice pentru obținerea victoriei în cel de-al Doilea Război Mondial. Fără primul plan cincinal și cele care au urmat, Uniunea Sovietică nu ar fi fost pregătită pentru a face față invaziei germane din 1941. Ca urmare a industrializării rapide, statul sovietic a fost capabil să construiască armele de care avea nevoie pentru a-i învinge pe nemți în 1945.

## Eșecurile primului plan cincinal
Eșecurile primului plan cincinal au fost numeroase. Primul plan a fost destinat eșecului încă de la început, din cauza stabilirii unor cote nerealiste pentru producția industrială care nu vor atinse decât în deceniile următoare. Una dintre problemele principale l-a constituit faptul că prevederile planului au fost schimbate în mod constant. Normele de producție, odată atinse, erau imediat revizuite și mărite, ceea ce a eliminat orice șansă de realizare a planului. În al doilea rând, colectivizarea a produs o foamete pe scară largă în Uniunea Sovietică, ducând la moartea a mai multor milioane de oameni. Aceste foamete a fost una dintre cele mai cumplite din istoria omenirii și a creat urmări ce au marcat timp de mai mulți ani Uniunea Sovietică, cauzând o ură profundă a ucrainenilor, tătarilor și a mai multor grupuri etnice la adresa rușilor. Hitler a folosit disprețul populațiilor neruse față de ruși ca un element de bază pentru conducerea Operațiunii Barbarossa și obținerea victoriilor inițiale asupra rușilor. Aceste eșecuri au făcut ca planul să fie întrerupt după patru ani în loc de cinci.